# Dixit (Spiel)
Dixit (lateinisch er/sie/es hat gesagt) ist ein einfaches Ratespiel mit hohem Kommunikationspotenzial. Es erschien 2008 im französischen Libellud-Verlag. Autor ist der hauptberufliche französische Kindertherapeut Jean-Louis Roubira, für die Illustrationen ist Marie Cardouat verantwortlich. Im deutschsprachigen Raum wird das Spiel von Asmodée vertrieben.

## Spielablauf

### Zubehör
Zum Spiel gehörten in der Originalausgabe die in die Schachtel integrierte Spielstandsanzeige in Form einer Kramerleiste, 6 hölzerne Hasenfiguren als Fortschrittsanzeiger, 84 verschiedene handgroße illustrierte Bildkarten mit neutraler Rückseite, 36 Abstimmungsplättchen im Wert von je 1–6 sowie die Spielregeln. In späteren Ausgaben wurden die Abstimmungsplättchen durch 8 drehbare Ziffernblätter (eines pro Spieler) ersetzt und ein separater, aus der Schachtel herausnehmbarer Spielplan ersetzte den in die Box integrierten Spielplan.

### Ablauf
Zu Beginn erhält jeder Mitspieler sechs der Bildkarten. Wer an der Reihe ist, nennt einen Begriff, ein Wort, einen Satz oder ein Zitat zu einer seiner Karten, die er verdeckt in die Mitte legt. Die übrigen Mitspieler suchen aus ihren Handkarten eine aus, die dem genannten Begriff in etwa entsprechen könnte und legen sie ebenfalls in die Mitte. Alle in der Mitte liegenden Karten werden nun gemischt und offen ausgelegt. Jeder außer dem Spielleiter dieser Runde entscheidet sich nun für eine Karte, die er für die des Spielleiters hält und legt ein entsprechendes Abstimmungsplättchen verdeckt ab. Danach gibt der Rätselsteller seine Karte zu erkennen. War sein Rätsel zu leicht zu durchschauen, das heißt, alle Spieler haben korrekt geraten, erhält der Spielleiter keinen Punkt. Ebenso wird verfahren, wenn es zu schwer war (niemand hat es geraten). In beiden Fällen erhalten die Mitspieler dafür jeweils zwei Punkte. In allen anderen Fällen erhält jeder Spieler, der richtig getippt hat, drei Punkte, der Rätselsteller drei Punkte für jeden richtigen Tipp. Zusätzlich bringt jede falsch abgegebene Wertung dem Spieler, auf dessen Karte getippt wurde, einen Zusatzpunkt. Anschließend zieht jeder Spieler seinen Hasen um die entsprechende Anzahl Felder vorwärts und erhält eine neue Karte vom Nachziehstapel. Sobald ein Spieler 30 oder mehr Punkte erreicht, endet das Spiel. Gewonnen hat, wer zuerst 30 oder mehr Punkte erreicht.

## Auszeichnungen

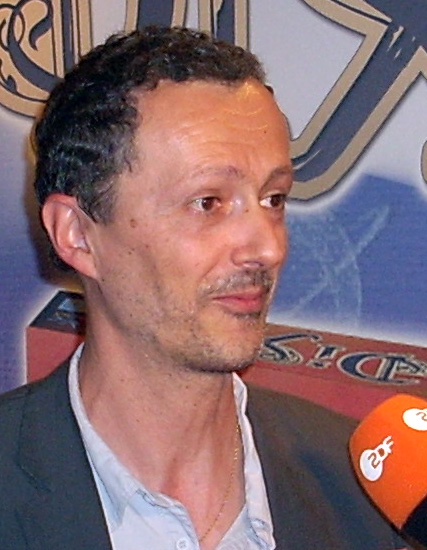
Jean-Louis Roubira am Rande der Preisverleihung zum Spiel des Jahres 2010 in Berlin.

Das Spiel erhielt nationale und internationale Auszeichnungen, darunter das Spiel des Jahres 2010, den As d’Or – Jeu de l’Année 2009, Auszeichnung vom Games Magazine als bestes neues Partyspiel 2010, das Juego del Año in Spanien 2009, den Lys d’or 2009 von Quebec und den belgischen Joker 2009.
Trotz seiner Auszeichnung als Spiel des Jahres, dem bedeutendsten Spielepreis der Welt, erreichte Dixit in Deutschland zunächst bei weitem nicht die Verkaufszahlen seiner prämierten Vorgänger. Für den internationalen Markt spricht Asmodée von einer Gesamtauflage in Höhe von 320.000, die 2009 und 2010 abgesetzt worden sei. Bis zum Herbst 2023 verkaufte sich Dixit mehr als 12 Millionen Mal.

## Ursprünge
Der Spielekritiker Christwart Conrad sieht im Lexikonspiel den Urahn von Dixit und Urs Hostettlers Spiel Der wahre Walter gilt nach seiner Meinung als Ideengeber bei der Punktevergabe. Er schreibt abschließend: „Weniger die originelle Idee oder das besondere Spielprinzip, sondern ausschließlich die Bildgestaltung macht Dixit zu einem besonderen Spiel, dessen bezauberndem Charme alle diejenigen erliegen werden, die auf jeder Karte ein traumhaftes Kunstwerk erkennen.“

## Andere Versionen bzw. Erweiterungen
Im Laufe der Jahre erschienen diverse Erweiterungen und eigenständig spielbare Versionen von Dixit. Dabei sind die spieltypischen Bildkarten sämtlicher Veröffentlichungen untereinander kompatibel (identisches Format und selber Kartenrücken), sodass alle Spiele und Versionen miteinander kombiniert werden können.
| Jahr | Name                        | Typ                  | Beschreibung |
| ---- | --------------------------- | -------------------- | --- |
| 2010 | Dixit 2 Quest               | Erweiterung          | 84 neue Karten |
| 2011 | Dixit Odyssey               | Eigenständiges Spiel | für bis zu 12 Spieler geeignet, neues Kartenset mit 84 Karten                                                                                |
| 2012 | Dixit 3 Journey             | Erweiterung          | 84 neue Karten |
| 2013 | Dixit Odyssey (Erweiterung) | Erweiterung          | 84 Karten (Kartenset aus dem gleichnamigen eigenständigen Spiel Dixit Odyssey)                                                               |
| 2013 | Dixit 4 Origins             | Erweiterung          | 84 neue Karten |
| 2014 | Dixit 5 Daydreams           | Erweiterung          | 84 neue Karten |
| 2015 | Dixit 6 Memories            | Erweiterung          | 84 neue Karten |
| 2016 | Dixit 7 Revelations         | Erweiterung          | 84 neue Karten |
| 2017 | Dixit 8 Harmonies           | Erweiterung          | 84 neue Karten |
| 2018 | Dixit 9 Anniversary         | Erweiterung          | 84 neue Karten |
| 2020 | Dixit 10 Mirrors            | Erweiterung          | 84 neue Karten |
| 2021 | Stella – Dixit Universe     | Eigenständiges Spiel | Kompetitives Spiel, Spielprinzip weicht vom Rest der Serie ab; 84 neue Karten                                                                |
| 2023 | Dixit MNK                   | Erweiterung          | 84 neue Karten; Gemeinschaftsprojekt mit dem Nationalmuseum in Krakau, die neuen Spielkarten zeigen im Museum ausgestellte Kunst und Gemälde |
| 2023 | Dixit: Disney Edition       | Eigenständiges Spiel | für bis zu 6 Spieler; neues Kartenset mit 84 Karten                                                                                          |
| 2024 | Dixit Cérémonie             | Eigenständiges Spiel | für bis zu 8 Spieler; neues Kartenset mit 84 Karten; limitierte Edition im Rahmen des Festival International des Jeux 2024                   |

2012 erschien mit Dixit Jinx eine eigenständige Variante, deren Karten ein anderes Format aufweisen und somit inkompatibel sind. Im Gegensatz zu den anderen Dixit-Spielen zeigen die Karten bei Jinx keine realistisch illustrierten Szenen, sondern abstrakte Zeichnungen.
2024 erschien mit Dixit Universe Access+ eine leicht zugängliche eigenständige Variante mit angepassten Regeln und Spielmaterialien. Das Kartenset aus 70 Bildkarten ist aus anderen Dixit-Spielen zusammengestellt und in zwei Schwierigkeitsgrade unterteilt. Die Karten haben das gleiche Format wie bei anderen Dixit-Spielen, aber abweichende Kartenrücken.
Kompatibel mit Dixit sind darüber hinaus die 112 Bildkarten (Gemälde) der 2022 erschienen Louvre-Ausgabe des Spiels Artline.